# Giorgio Luti
Giorgio Luti (Firenze, 4 maggio 1926 – Firenze, 9 novembre 2008) è stato un critico letterario italiano.

## Biografia
Allievo di Giuseppe De Robertis, Luti fu professore di Letteratura Italiana presso la Facoltà di Lettere dell'Università degli Studi di Firenze. La sua attività fu prevalentemente orientata verso la letteratura italiana del secondo Ottocento e del primo Novecento (tra gli scrittori e i poeti che egli seppe rivisitare e riqualificare attraverso uno studio attento ed equilibrato, si ricordano Tozzi, l'amatissimo Svevo, Calvino, D'Annunzio, Campana, Ungaretti, Sbarbaro, Luzi e Caproni), nonché verso la storia della cultura italiana nel periodo che intercorse fra le due guerre mondiali. A tal proposito, il suo volume dedicato alla Letteratura del ventennio fascista, frutto di un'ampia indagine condotta sulle riviste letterarie dell'epoca", ha rappresentato per molto tempo una base di riferimento indispensabile per le indagini sulla cultura militante in Italia nel periodo che intercorse tra i due grandi conflitti.
Collaboratore e direttore di numerose riviste letterarie, fra le quali "Caffè Michelangiolo", "Inventario", "il Ponte", “Comparatistica”, “La rassegna della letteratura italiana” etc., Luti produsse una vasta opera bibliografica che ha preso avvio nel 1961 attraverso il saggio “Italo Svevo e altri studi sulla letteratura italiana del primo Novecento”
Nel 2000 fu nominato "Professore emerito" di Letteratura Italiana.
Nel 2006 gli venne riconosciuto il Fiorino d'oro, massima onorificenza civica del capoluogo toscano.
Nel 2008 donò il suo patrimonio librario (oltre 10.000 volumi) alla Biblioteca San Giorgio di Pistoia.

## Opere
- Italo Svevo e altri studi sulla letteratura italiana del primo Novecento, Milano, Lerici, 1961
- Narrativa italiana dell'Otto-Novecento, Firenze, Sansoni, 1964
- Cronache letterarie tra le due guerre, Firenze, 1966
- Foscolo, Roma-Milano, Compagnia Edizioni Internazionali, 1966
- Italo Svevo, Firenze, La Nuova Italia, 1967
- Emilio Cecchi, Milano, Marzorati, 1968
- Le Frontiere di Recanati, Firenze, Nuovedizioni Enrico Vallecchi, 1972
- La cenere dei sogni, Pisa, Nistri-Lischi, 1973
- Invito alla lettura di Giuseppe Ungaretti, Milano, Mursia, 1977
- Letteratura e società tra Otto e Novecento, Milano, Pubblicazioni dell'Università Cattolica, 1979
- L'Utopia della pace nella Resistenza, Fiesole (FI), Edizioni Cultura della Pace, 1987
- Il viaggio della chimera: studi dannunziani vecchi e nuovi,  S. Sciascia, Caltanissetta 1992, Premio Nazionale Rhegium Julii per la Critica Letteraria[1]
- (con Caterina Verbaro) Dal neorealismo alla neoavanguardia. Il dibattito letterario in Italia negli anni della modernizzazione (1945-1969), Firenze, Le Lettere, 1995
- Le ragioni della poesia, in Alberto Caramella, Mille scuse per esistere, Firenze, Le Lettere, 1995, pp. V-XI.
- La letteratura italiana del Novecento, Roma, Editori Riuniti, 1998
- Ricordanze, Firenze, Pietro Chegai Editore, 2002
- Memoria del Novecento, Firenze, Franco Cesati, 2002
- Diario bianco e altre prose di memoria (con Dedy Luti), Arezzo, Helicon, 2002
- Tre protagonisti: D'Annunzio, Campana, Landolfi, Arezzo, Helicon, 2007
- Papini, Soffici e la cultura toscana del primo Novecento, Arezzo, Helicon, 2008
- Bella ciao. Resistenza e letteratura, Arezzo, Helicon, 2009.